# Undine Bremer
Undine Bremer (z domu Hartmann, ur. 30 czerwca 1961 w Magdeburgu) – niemiecka lekkoatletka specjalizująca się w biegach sprinterskich. W czasie swojej kariery reprezentowała Niemiecką Republikę Demokratyczną.

## Sukcesy sportowe
W 1979 r. zdobyła złoty medal w biegu sztafetowym 4 x 100 metrów podczas rozegranych w Bydgoszczy mistrzostw Europy juniorek. W 1983 r. reprezentowała NRD w półfinale biegu sztafetowego 4 x 400 metrów mistrzostw świata w Helsinkach, zajmując wspólnie z koleżankami II miejsce za sztafetą ZSRR. W biegu finałowym sztafeta NRD zdobyła złote medale, Undine Bremer również otrzymała złoty medal, choć w biegu finałowym nie startowała. W 1985 r. zdobyła w barwach klubu "SC Magdeburg" tytuł wicemistrzyni NRD w biegu sztafetowym 4 x 400 metrów.

## Rekordy życiowe
- bieg na 100 m – 11,35 – Jena 29/05/1982
- bieg na 200 m – 23,06 – Erfurt 30/05/1982
- bieg na 400 m – 51,40 – Jena 28/05/1983[5]
- bieg na 400 m (hala) – 52,25 – Berlin 05/02/1983